# 中路區
| 地圖                                      |
| ----------------------------------------- |
| 中路區 市中區 埔子區 八德區 中壢區 蘆竹區 |

中路區是臺灣桃園市桃園區的五個次分區之一，位於桃園區的西南部，與另外兩個次分區接壤：東鄰市中區、北鄰埔子區，西、西北、南面則為桃園區邊界，分別與中壢區、蘆竹區、八德區接壤。
在早期，這一帶是人口不多的農業區，近年來則隨著桃園區的快進發展，成為人口密集、工商業發達的區域。包括臺灣桃園地方法院、桃園看守所、土地改革紀念館、桃園醫院都設立在這個地區。由於桃園市政府和地方法院的設立，這一帶遷入了不少公務人員及眷屬。之後，更因為國際路的拓寬、文中路的開闢、國道二號桃園環線南桃園交流道的設立、以及中路重劃區的出現，使得這個地區的發展更加迅速。
以前，為了灌溉，中路地區有不少的水塘。後來，為了都市發展，將水塘一一填平，今日這個區域已看不到水塘了。包括今日的桃園地方法院、陽明高中、中興國中、文山國小，都曾經是個水塘。
過去，這一帶有一條中路街（已改名為國際路二段）。今日，以中路為名的尚有中路派出所、中路里、桃園中路郵局、和桃園市立圖書館中路分館。
RCA土地汙染事件位於中華路(台一線)與富裕街、祥鷺埤塘、夜鷺埤塘之間的所在地區。

## 範圍

### 傳統地域
中路區涵蓋了日治時期（1920年以後）新竹州桃園郡桃園街的以下大字：
- 中路大部分（中路區的名稱即取自於此）
- 崁子腳全境

### 區劃人口
中路區涵蓋了今日桃園區的19里，面積為10.3203km²：
|                                              |                                              |                                              |                                     |
| - 中路里 - 中信里 - 中山里 - 中平里 - 中原里 | - 中泰里 - 中聖里 - 中德里 - 中正里 - 文中里 | - 中成里 - 玉山里 - 泰山里 - 龍岡里 - 龍安里 | - 龍鳳里 - 龍祥里 - 龍壽里 - 龍山里 |

截至2021年3月31日，中路區的人口為123,070人，人口密度為11,925人/km²。中路區是五個次分區中面積最大者。

## 交通

### 公路
- 高速公路系統
  - 11 南桃園南桃園交流道

- 區域道路系統
  - 台1線：中山路
    - 台1甲：復興路（僅南山街口至中山路口間位於中路區）

  - 市道110號：永安路（位於中路區北緣）

- 地方道路系統
  - 桃51線（龍壽街）：前往蘆竹區。
  - 桃53線（國際路）：前往大湳。
  - 桃53-1線（文中路）：前往內壢。
  - 大興西路：前往埔子區、會稽區。

### 鐵路
臺灣鐵路管理局
- 縱貫線：中路車站（細部規劃中）

## 教育

#### 高級中等學校
- 桃園市立武陵高級中等學校
- 桃園市立陽明高級中等學校
- 桃園市立桃園特殊教育學校
- 天主教振聲高級中學

#### 國民中學
- 桃園市立中興國民中學

#### 國民小學
- 桃園市桃園區文山國民小學
- 桃園市桃園區中山國民小學
- 桃園市桃園區龍山國民小學

### 圖書館
- 桃園市立圖書館中路分館

## 外部連結
桃園區公所全球資訊網--桃園史誌